# Здание народной школы (Правдинск)
Здание народной школы ― историческое здание, расположенное в городе Правдинске Калининградской области. Находится на улице Кутузова (бывшая Банхоф-штрассе). Имеет два этажа, выполнено в стиле модерн. Сейчас в здании располагается приют для несовершеннолетних.

## История
Народная школа была построена в 1923 году. С 1923 по 1945 год школа носила имя поэтессы Агнес Мигель. Во время Второй мировой войны здание школы почти не пострадало.
Приказом Службы государственной охраны объектов культурного наследия Калининградской области от 23 ноября 2016 года №345 зданию народной школы был присвоен статус объекта культурного наследия регионального значения.

## Архитектура и оформление
Среди архитектурных решений следует отметить фриз между этажами, декоративное оформление окон, цоколя и углов здания. Также особенно выделяется фронтон над тремя окнами второго этажа.